# Walckenaeria cognata
Walckenaeria cognata là một loài nhện trong họ Linyphiidae.
Loài này thuộc chi Walckenaeria. Walckenaeria cognata được Herman Theodor Holm miêu tả năm 1984.